# 寺門仁美
寺門仁美（1989年1月24日—）是茨城縣出身的日本演員、聲優。2008年5月1日已退出演能界。

## 曾演出的電影
- 《好夏2》

## 曾擔任的配音
- 真珠美人魚（寶生波音）
- 神槍少女（安潔麗卡）
- 最終幻想 零式（緹絲）

## 曾演唱的歌曲
1. Legend of mermaid（真珠美人魚）
2. Super Love Song（真珠美人魚）
3. 夢のその先へ（真珠美人魚）
4. KODOU～パーフェクト・ハーモニー～（真珠美人魚）
5. 七つの海の物語～Pearls of Mermaid～（真珠美人魚）
6. 希望の鐘音～Love goes on～（真珠美人魚）
7. Ever Blue（真珠美人魚，獨唱）
8. 水色的旋律（真珠美人魚，獨唱）
9. 世界で一番早く朝が來る場所（真珠美人魚）
10. 愛の溫度℃ （真珠美人魚）

## 相關連結
- 寺門仁美官方網站